# Собор Святого Кнуда
Собор Святого Кнуда (дат. Sct. Knuds Kirke) — кафедральный собор евангелической лютеранской церкви в городе Оденсе, Королевство Дания; один из шедевров датской кирпичной готики. Усыпальница датского короля Кнуда IV Святого и его брата Бенедикта.
Согласно преданию, в 1086 году в Оденсе, во время молитвы перед алтарём бенедиктинского монастыря святого Албана восставшими подданными был убит датский Король Кнуд IV, его брат Бенедикт и ещё 17 рыцарей.
После убийства короля Кнуда на Данию обрушилось несколько неурожайных лет, вызвавших голод, что было воспринято датчанами как божья кара за святотатственное преступление в церкви. Почти сразу же стали известны случаи чудесных исцелений на могиле Кнуда IV. Это повлекло за собой его канонизацию уже в 1101 году.

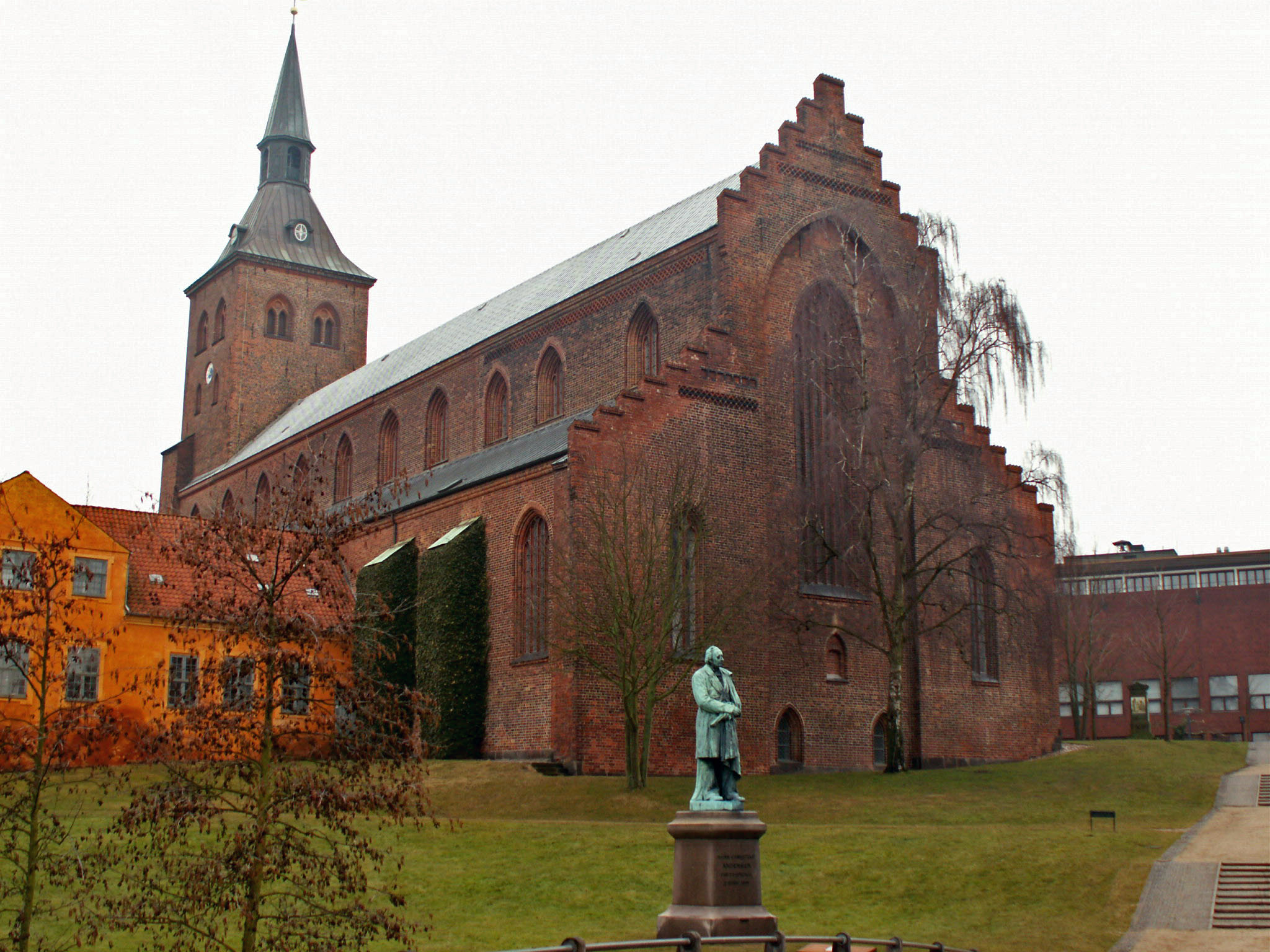

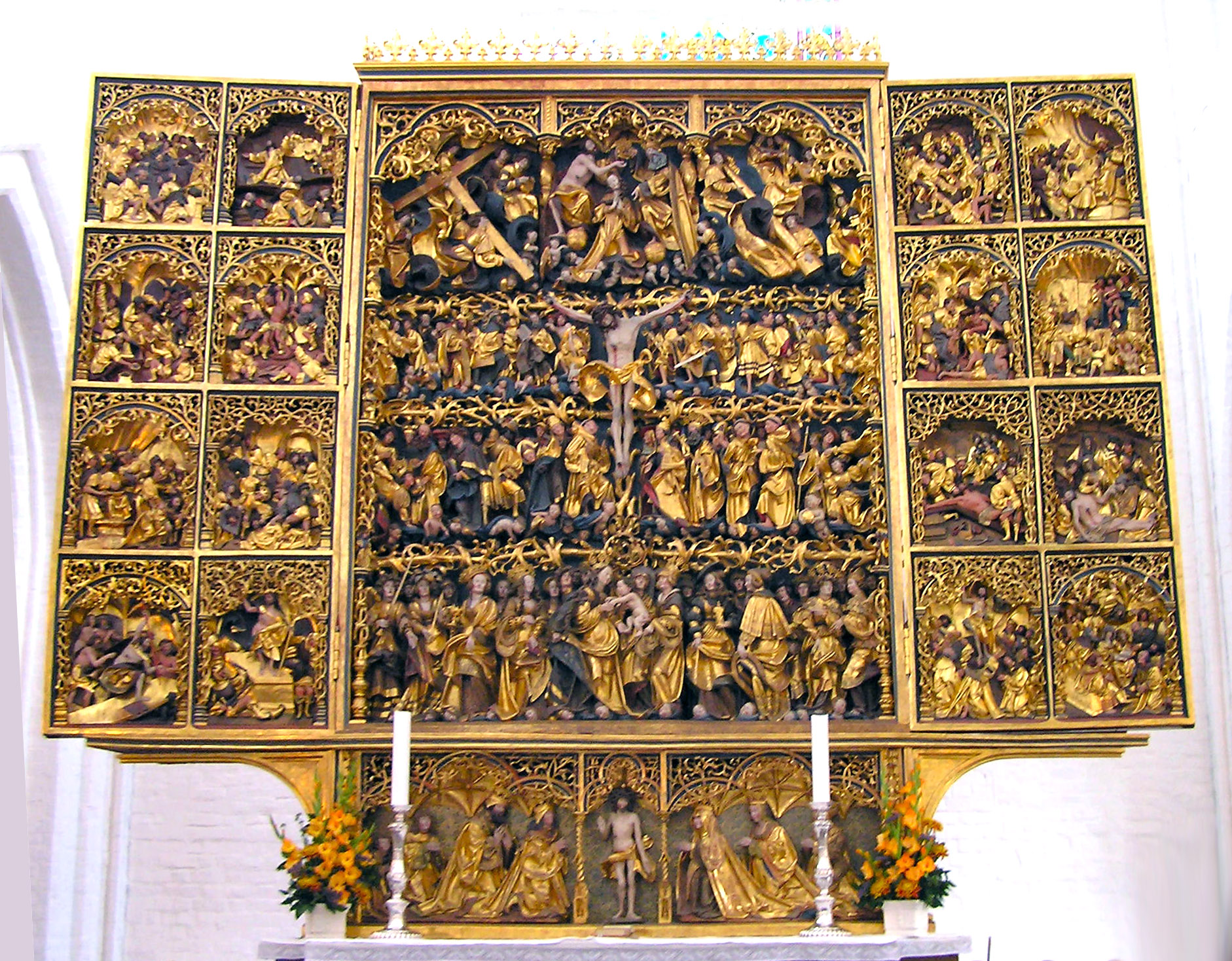

Деревянная церковь на холме Klosterbakken, на месте капища викингов, была воздвигнута в 1095 году специально для захоронения останков Кнуда IV. Детали её фундамента из травертина и сейчас можно увидеть в склепе собора. Старая церковь была построена в романском стиле с полукруглыми арками, поддерживающими плоский потолок.
В 1247 году во время гражданской войны между королём Эриком IV и его братом Абелем небольшая деревянная церковь сгорела в огне пожара. В конце XIII века Гизико — епископ Оденсе с 1286 по 1300 годы — заложил на этом месте новый храм. Готическая церковь красного кирпича со стрельчатыми арками и высокими сводами строилась около двухсот лет и была освящена 30 апреля 1499 года.
В 1513 году в соборе Святого Кнуда был похоронен датский король Иоганн. Останки его жены Кристины Саксонской, сына, короля Кристиана II с женой Изабеллой Австрийской, покоились в королевской часовне францисканского мужского монастыря, разрушенного в 1807 году. После этого тела членов королевской семьи были перезахоронены в соборе Святого Кнуда.
Сюда же был передан из королевской часовни готический алтарь XVI века работы любекского мастера Клауса Берга, которому посчастливилось пережить годы реформации. Этот резной позолоченный триптих с 300-ми фигурами святых и датских королей в настоящее время считается одним из национальных сокровищ Дании.
Трёхнефный собор с двумя рядами колонн имеет в длину 52 метра и в ширину — 22 метра. Башня собора была завершена в 1586 году. На башне — пять колоколов, самый старый из которых датируется 1677 годом, а самый молодой — 1880 годом. Самым посещаемым местом собора остаётся крипта, где покоятся мощи Святого Кнуда.